# Ponte Pênsil de Clifton
A Ponte Pênsil de Clifton (em inglês:  Clifton Suspension Bridge) é uma ponte pênsil que se estende sobre o desfiladeiro Avon, e liga Clifton, em Bristol, a Leigh Woods, em Somerset, na Inglaterra. Projetada por Isambard Kingdom Brunel, a ponte é considerada um símbolo de Bristol. Ela é classificada como um listed building de nível I.

## Dimensões
- Vão: 214,05 m
- Altura das torres: 26 m
- Largura das torres: 4 m
- Altura: 75 m acima do nível da água
- Tráfego: 4 milhões de veículos/ano[2]